# أويسي لي فيرجير
أويسي لي فيرجير (بالفرنسية: Oisy-le-Verger)‏ هي بلدية تقع في إقليم باد كاليه من منطقة نور با دو كاليه في شمال فرنسا. تبلغ مساحة هذه المدينة 11.36 (كم²)، وترتفع عن سطح البحر 78 م، يبلغ عدد سكانها 1297 نسمة حسب إحصاء المعهد الوطني للإحصاء والدراسات الاقتصادية سنة 2009 م. وترأس Jean-Pierre Léger البلدية خلال فترة (2008-2014).